# Nephodia legata
Nephodia legata là một loài bướm đêm trong họ Geometridae.